# Hebert Conceição
Hebert Wilian Carvalho da Conceição Sousa (Salvador de Bahía, Brasil, 28 de febrero de 1998) es un boxeador profesional brasileño de peso mediano. Ganó la medalla de oro en los Juegos Olímpicos de Tokio 2020, siendo el segundo boxeador brasileño en hacerlo, después de Robson Conceição. También fue medallista de bronce en el Campeonato Mundial de 2019 y medallista de plata en los Juegos Panamericanos de 2019.
Su medalla de oro en los Juegos Olímpicos de Tokio 2020, en la categoría de hasta 75 kg, la obtuvo de una manera muy rara en el boxeo olímpico: por nocaut. Hebert se enfrentó al favorito, el ucraniano Oleksandr Khyzhniak, quien llevaba 62 peleas sin perder. En el tercer asalto, luego de perder los dos primeros asaltos por unanimidad, lo único que le quedaba a Hebert era noquear a su oponente, y lo logró, en una pelea histórica para Brasil.
Debutó como profesional en agosto de 2022.